# درو دينسون
درو دينسون (بالإنجليزية: Drew Denson)‏ هو لاعب كرة قاعدة أمريكي، ولد في 16 نوفمبر 1965 في سينسيناتي في الولايات المتحدة، وتوفي بنفس المكان في 13 فبراير 2014 بسبب داء نشواني.

## وصلات خارجية
- درو دينسون على موقعبيزبول رفرنس.كوم (الدوري الرئيسي) (الإنجليزية)
- درو دينسون على موقعبيزبول رفرنس.كوم (الدوري الثانوي) (الإنجليزية)